# سیلوستر دوم
پاپ سیلوستر دوم (به انگلیسی: Sylvester II) یکی از پاپ‌های کلیسای کاتولیک رم بود که در فرانسه به دنیا آمد و از ۹۹۹ تا ۱۰۰۳ میلادی پاپ بود.